# Успенський Михайло Миколайович
Михайло Миколайович Успенський (рос. Михаил Николаевич Успенский; 26 грудня, 1915, Петроград — 15 жовтня, 1998) — російський художник. Робив ліногравюри, екслібриси, театральні декорації. Працював в техніках — темпера, гуаш, олійні фарби, кольорові олівці, кольорова ліногравюра.

## Життєпис
Народився в місті Петроград, яке перейменували з німецькомовного Петербург на Петроград в зв'язку з війною Російської імперії з Німеччиною в 1914 році.
Художню освіту опановував в Художньо-педагогічному училищі. По закінченню училища 1938 року добровільно (без примусу) відбув в військові частині Північного флота тодішнього СРСР. Як фаховий художник отримав призначення працювати в Краснофлотський драматичний театр Північного флота. У зв'язку з тим, що сценографію в Художньо-педагогічному училищі практично не викладали, опановував театрально-декораційне мистецтво самотужки. Допомагали володіння композицією та колористичні здібності, а також статті в виданнях, знайдені в місцевій бібліотеці. Книги, бібліотека взагалі — відігравали значну роль в самоосвіті молодого митця.

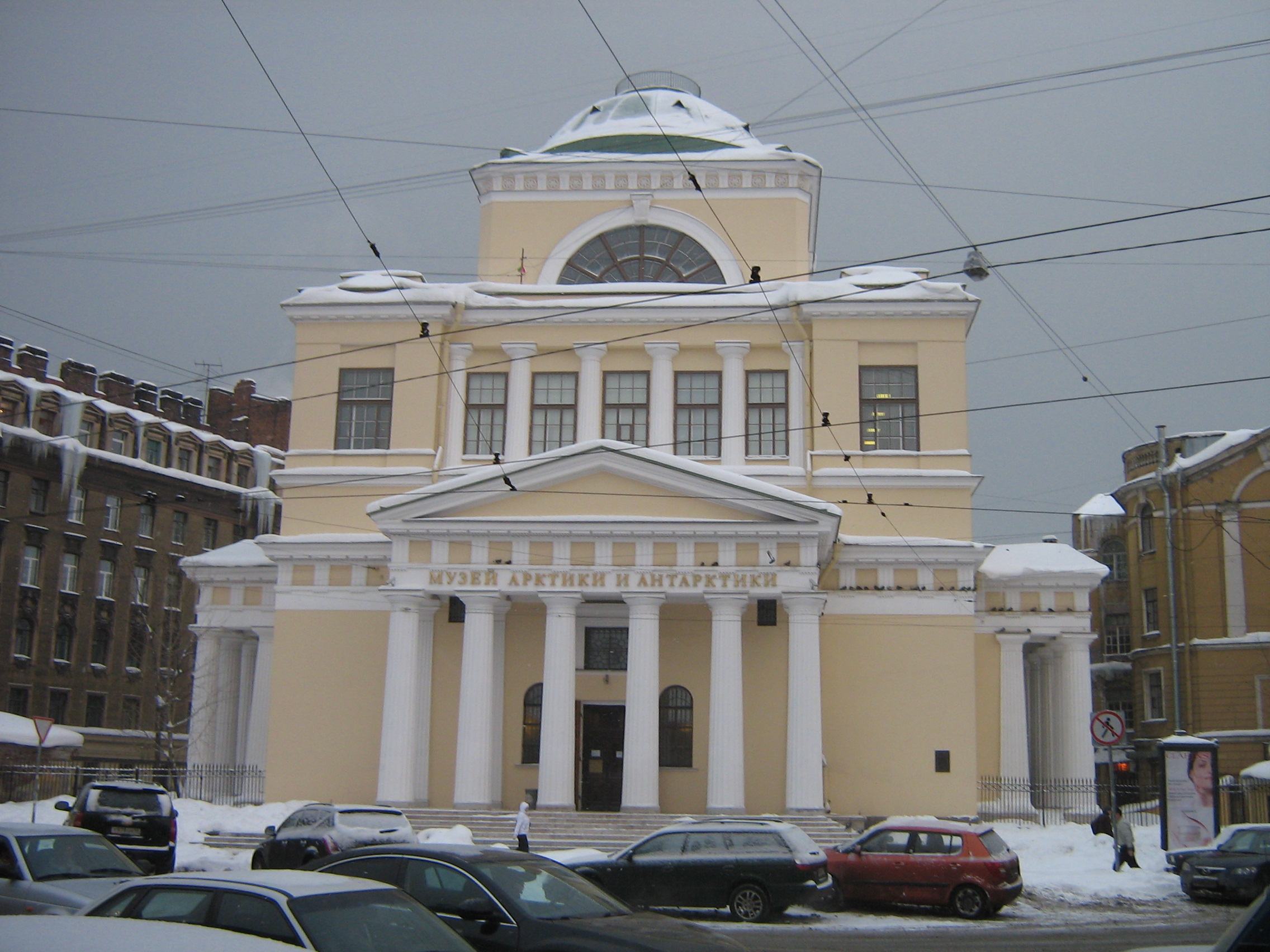
Російський державний музей Арктики і Антарктики, Санкт-Петербург.

1940 року став організатором виставки «Заполяр'я в живопису», в котрій брали участь п'ять художників.
В місяць початку Вітчизняної війни 1941 року запропонував відродити камуфляж військових об'єктів, запропонований ще англійцями в роки Першої світової війни. За його пропозицією була створена відповідна лабораторія по опрацюванню камуфляжу, яку успішно використовували на військових об'єктах і човнах. По демобілізації 1946 року перебрався в Ленінград.
Практично три десятиліття працював художником в музеї Арктики, перейменованому в Російський державний музей Арктики і Антарктики в 1957 році. Праця в музеї не завадила працювати самостійно чи по замовам інших музеїв. В творчому доробку художника Успенського М. М. в повоєнний період переважають пейзажі і краєвиди, виконані в техніці темпера та кольорова ліногравюра. Діапазон сюжетів — від засніжених вітрильників у берегів Антарктиди до оспіваних краєвидів Ленінграда-Петербурга, Домбая чи Західної України. Твори Успенського зберігають і суто художні музеї.
Був одружений, в родині народилася дочка, яка теж стала художницею.

## Живопис олійними фарбами
- «Подвиг залізничників», 1945
- «День перемоги в Мурманську», 1946

## Графічні серії
- «Краєвиди Західної України», гуаш
- «Петропавлівська фортеця», десять ліногравюр
- «Невський проспект», десять ліногравюр
- «Домбай», сорок ліногравюр

## Станкова графіка
- «Університетська набережна»
- «Казанський собор»
- «Петровські ворота»
- «Петропавлівська фортеця взимку»
- «Літній сад взимку»